# District de Yancheng (Henan)
Pour les articles homonymes, voir Yancheng (homonymie).
Le district de Yancheng (郾城区 ; pinyin : Yǎnchéng Qū) est une subdivision administrative de la province du Henan en Chine. Il est placé sous la juridiction de la ville-préfecture de Luohe.